# Gerald Sim
Pour les articles homonymes, voir SIM.
Gerald Sim, né le 4 juin 1925 à Liverpool et mort le 11 décembre 2014 à Denville Hall près de Londres, est un acteur de cinéma et de télévision britannique, essentiellement connu pour avoir joué le Recteur dans la sitcom To the Manor Born, de 1979 à 1981. Il est le frère de l'actrice Sheila Sim et le beau-frère de l'acteur et réalisateur Richard Attenborough.

## Biographie
Natif de Liverpool, sa famille déménage à Croydon, dans la banlieue londonienne, alors qu'il est enfant. Il suit sa scolarité à l'école de Cranbrook, dans le Kent. Sa carrière d'acteur lui est inspirée au cours de la Seconde Guerre mondiale par sa fascination pour le talent de l'acteur John Gielgud. 
Gerald Sim commence sa carrière au cinéma en 1947 dans un rôle non crédité de reporter pour Fame is the Spur de Roy Boulting. Sa sœur Sheila Sim se marie avec le réalisateur Richard Attenborough. Gerald apparaît dans sept films réalisés par son beau-frère : Ah Dieu ! que la guerre est jolie (1969), Les Griffes du lion (1972), Un pont trop loin (1979), Gandhi (1982), Cry Freedom (1987), Chaplin (1992) et Les Ombres du cœur (1993). 
Dans les années 1960, il est un acteur fétiche de films de Bryan Forbes, comme Les Chuchoteurs en 1967, aux côtés d'Eric Portman et d'Edith Evans.
C'est surtout sur le petit écran qu'il se fait connaître, dans des rôles de chefs d'établissement, de médecins et de prêtres. C'est le cas dans The New Avengers, Edward & Mrs. Simpson, Coronation Street et Miss Marple. Son rôle le plus marquant demeure celui du recteur dans To the Manor Born. En 2007, alors à la retraite, l'acteur reprend une dernière fois son rôle à l'occasion d'un épisode spécial célébrant le vingt-cinquième anniversaire de la série télévisée.
Vivant avec sa sœur et son beau-frère dans la maison de retraite d'artistes de Denville Hall, il y décède le 11 décembre 2014, âgé de 89 ans.

## Filmographie

### Cinéma
- 1947 : Fame Is the Spur : reporter (non crédité)
- 1955 : Joséphine et les hommes : Détective Sergent Allen
- 1960 : Le Silence de la colère : Masters
- 1960 : Cone of Silence : rôle non crédité
- 1961 : Le vent garde son secret  : Détective Wilcox
- 1962 : Flat Two
- 1962 : On n'y joue qu'à deux : voleur de cigarettes à la fête (non crédité)
- 1962 : The Painted Smile
- 1962 : The Amorous Prawn : premier opérateur téléphonique
- 1962: La Chambre indiscrète : docteur à l'hôpital
- 1963 : Jules de Londres : rôle non crédité
- 1963 : L'Ombre du passé
- 1963 : Heavens Above!
- 1964 : Le Mangeur de citrouilles : homme à la fête
- 1964 : Le Rideau de brume : Beedle
- 1965 : Un caïd : Jones
- 1965 : The Murder Game : Larry Landstrom
- 1966 : Un mort en pleine forme
- 1967 : Les Chuchoteurs : Mr. Conrad
- 1967 : Chaque soir à neuf heures : employé de banque
- 1968 : Mandat d'arrêt : rôle non crédité
- 1969 : Ah Dieu ! que la guerre est jolie : Chaplain
- 1969 : La Folle de Chaillot : Julius
- 1969 : Mischief : Jim
- 1970 : La Seconde Mort d'Harold Pelham : Morrison
- 1970 : La Dernière Grenade : Dr. Griffiths (non crédité)
- 1970 : Doctor in Trouble : premier docteur
- 1970 : La Fille de Ryan : Capitaine
- 1971 : Une lueur d'espoir : Révérend Carbett
- 1971 : Dr Jekyll et Sister Hyde : Professeur Robertson
- 1972 : Frenzy : Mr. Usher
- 1972 : Le Retour de l'abominable Docteur Phibes : Hackett
- 1972 : Les Griffes du lion : ingénieur
- 1972 : Kadoyng : Professeur Balfour
- 1973 : No sex please... Nous sommes Anglais! : Révérend Mower
- 1976 : The Slipper and the Rose: The Story of Cinderella : 1st Lord of the Navy
- 1977 : Un pont trop loin : Colonel Sims
- 1982 : Gandhi : Magistrat
- 1987 : Cry Freedom : médecin de la police
- 1990 : Number One Gun : Stockwell, le patron du MI5
- 1992 : Jeux de guerre  : Lord Justice
- 1992 : Chaplin : Docteur
- 1993 : Les Ombres du cœur

### Télévision
- 1950 : BBC Sunday-Night Theatre (série TV) : premier officier (épisode Twelfth Night (I)
- 1962 : The Edgar Wallace Mystery Theatre (série TV) : portier en uniforme (épisode Flat Two)
- 1962 - 1968 : Chapeau melon et bottes de cuir (série TV) : Budge (épisode Mission to Montreal) / Lovell (épisode The Wringer) / Frederick Yuill (épisode Dial a Deadly Number) / Kenneth (épisode The Rotters)
- 1963 : The Human Jungle (série TV) : le policier (épisode Run with the Devil)
- 1963 : Armchair Theatre (série TV) : épisode Power and Glory
- 1963 : Taxi! (série TV) : épisode Everybody's in: Goodnight!
- 1963 : Festival (série TV) : docteur (épisode I Want to Go Home)
- 1963 : Z Cars (série TV) : Archer (épisode Train of Events) / Edward Hailey (épisode Remembrance of a Guest)
- 1964 : It's Dark Outside (série TV) : Wisden (épisode Wake the Dead)
- 1964 : Ghost Squad (série TV) : Crawford (épisode The Goldfish Bowl)
- 1964 : Detective (série TV) : Dr. Jarvis (épisode The Case of Oscar Brodski)
- 1964 : Curtain of Fear (série TV) : Regan (épisode The Rassilov Code)
- 1964: Crossroads (série TV)
- 1964 - 1968 : Dixon of Dock Green (série TV) : Mr. Worth (épisode A Bit of Ol' Moggy) / Mr. Golding (The World of Silence) / médecin de la police (Nightmare)
- 1965 : Zéro un Londres (série TV) : Hawkenbush (épisode The Body)
- 1965 : Legend of Death (série TV) : Edgarsund (épisodes The Golden Intruder et Journey Into Danger)
- 1966 : Adam Adamant Lives! (série TV) : Jarrot (épisode The League of Uncharitable Ladies)
- 1967 : Alias le Baron (série TV) : Foster (épisode The Edge of Fear)
- 1967 : Send Foster (série TV) : Dr. Ellis (épisode The Accident)
- 1967 - 1968 : L'Homme à la valise (série TV) : James Hedley (épisode Dead Man's Shoes) / Détective Inspecteur Hedley (épisode Burden of Proof)
- 1967 - 1971 : BBC Play of the Month (série TV) : Colonel Fitch (épisode The Cabinet Papers) / Clifford (épisode Act of Betrayal)
- 1967 - 1974 : ITV Play of the Week (série TV) : le témoin (épisode The Investigation) / Julian (épisode The Break)
- 1968 :  City 68'  (série TV) : Edward Kierney (épisode Freedom of the City)
- 1968 : ITV Playhouse (série TV) : Gordon Slade (épisode Lucky for Some) / George Dixon (épisode A Bit of Discretion)
- 1969 : Journey to the Unknown (série TV) : Dr. Evans (épisode (Stranger in the Family)
- 1969 : Strange Report (série TV) : Super Intendant chef Cavanagh (épisodes Report 2641: Hostage - If You Won't Learn, Die! et Report 0846: Lonely Hearts - Who Killed Dan Cupid?)
- 1969 : Special Branch (série TV) : Douglas Lifford (épisode The Kazmirov Affair)
- 1969 - 1971 : Out of the Unknown (série TV) : Dr. Bogert (épisode Liar!) / Det. Sgt. Greene (épisode Welcome Home)
- 1970 : Doomwatch (série TV) : Dr. Collinson (épisode Burial at Sea)
- 1971 : Paul Temple (série TV) : Stanley Allen (épisode Night Train)
- 1971 : The Ten Commandments (série TV) : Mr. Topham (épisode Decision to Burn)
- 1971: Shirley's World (série TV) : épisode The Islanders
- 1971 : Amicalement vôtre... (série TV) : Dr. Gordon (épisode Someone Like Me)
- 1972 - 1973 : Six Days of Justice (série TV) : Johnson (épisode With Intent to Deceive) / Mr. Harper (épisode Black Spot)
- 1973 : New Scotland Yard (série TV) : Elliot Ryan (épisode Diamonds Are Never Forever)
- 1974 : Angoisse (série TV) : Peterson (épisode Once the Killing Starts)
- 1974 : Play for Today (série TV) : Carter (épisode Headmaster)
- 1974 : My Name Is Harry Worth (série TV) : directeur de la banque (épisode Don't Bank on It)
- 1974 : Justice (série TV) : Walter Longman (épisode Growing Up)
- 1974 : Crown Court (série TV) : Major Geoffrey Trussler (épisode The Wreck of the Tedmar: Part 1)
- 1974 : Bless This House (série TV) : Mr. Braithwaite (épisode Mr Chairman...)
- 1975 : The Wide World of Mystery (série TV) : Peterson (épisode Once the Killing Starts)
- 1975 : Rooms (série TV) : Ralph (épisodes Alison: Part 1 et Alison: Part 2)
- 1975 : Hôpital central (série TV) : Dr. Richard Lindwall
- 1975 : The Main Chance (série TV) : Rufus Mansfield (épisodes World of Silence et Rule of Law)
- 1975 : Quiller (série TV) : Hildreth (épisode Safe Conduct)
- 1976 : The Fall and Rise of Reginald Perrin(série TV) : le vicaire (épisode The Memorial Service)
- 1977 : Warship (série TV) : Cobbold (épisode Diplomatic Package)
- 1977 : CBS Children's Film Festival (série TV) : Jim (épisode Mischief)
- 1977 : Chapeau melon et bottes de cuir (série TV) : le Ministre (épisode The Lion and the Unicorn)
- 1977 - 1978 : The Foundation (série TV) : Terry Bickles (16 épisodes)
- 1978 : Wodehouse Playhouse (série TV) : le vicaire (épisode Big Business)
- 1978 : BBC2 Play of the Week (série TV) : le gentleman voyageur (épisode Renoir, My Father)
- 1978 : Edward & Mrs. Simpson (mini-série TV) : Theodore Goddard (épisodes The Divorce et The Abdication)
- 1978 - 1979 : Les Professionnels (série TV) : Ministre (épisode When the Heat Cools Off) / Colonel Masterson (épisode A Hiding to Nothing)
- 1979 : Ripping Yarns (série TV) : Lord Raglan (épisode Whinfrey's Last Case)
- 1979 : Suez 1956 (TV) : Earl of Home
- 1979 - 2007 : To the Manor Born (série TV) : le Recteur (15 épisodes)
- 1980 : Armchair Thriller (série TV) : Francis Durrant (épisode The Victim: Part 1)
- 1980 : Cribb (série TV) : Inspecteur Waterlow (épisode Waxwork)
- 1981 : Wilfred and Eileen (série TV) : Mr. Stenhouse (3 épisodes)
- 1982 : Coronation Street (série TV) : Ted Farrell (2 épisodes)
- 1983 : Lady Is a Tramp (série TV) : Docteur (1 épisode)
- 1984 : Bergerac (série TV) : Major Cranshaw (épisode House Guests)
- 1984 : Histoires singulières (série TV) : le vicaire (épisode Paint Me a Murder)
- 1984 : Chance in a Million (série TV) : directeur de la banque (épisode Flowing with the Tide)
- 1984 - 1988 : Don't Wait Up (série TV) : David Bastable (1 épisode) / Eric Forbes (1 épisode)
- 1985 : Agatha Christie's Miss Marple: The Moving Finger (mini-série TV) : Coroner
- 1985 : By the Sword Divided (série TV) : Chief Baron (épisode Restoration)
- 1986 : Executive Stress (série TV) : Roland Harkness (1 épisode)
- 1987 : A Little Princess (série TV) : Colonel (1 épisode)
- 1988 : Jack l'Éventreur (série TV) : Dr. Bagster Phillips (2 épisodes)
- 1989 : Chelworth (mini-série TV) : Humphrey Hardcastle (épisode The Rich Can Do Anything)
- 1990 : Keeping Up Appearances (série TV) : le vicaire (épisode Episode Six)
- 1992 : Love Hurts (série TV) : Révérend Wormwold (épisode Take It to the Limit)
- 1993 : Screenplay (série TV) : (épisode The Vision Thing)
- 1996 : The Legacy of Reginald Perrin(série télévisée) : le vicaire (1 épisode)